# Туранский тигр
Тура́нский тигр, или закавка́зский тигр, или каспи́йский тигр, — вымершая популяция подвида тигра Panthera tigris tigris, обитавшая в Средней Азии, северном Иране и в Закавказье, частично на севере и северо-востоке Афганистана, на западе Восточного Туркестана и на крайнем востоке Турции.
До X—XII веков он присутствовал на территории всего Кавказа и Предкавказья, и возможно, отдельные мигрирующие особи могли проникать даже на территории современной Украины и России (Черниговское княжество, Алтайский край), где под названием «лютый зверь», предположительно, тигр упоминался в летописных источниках.

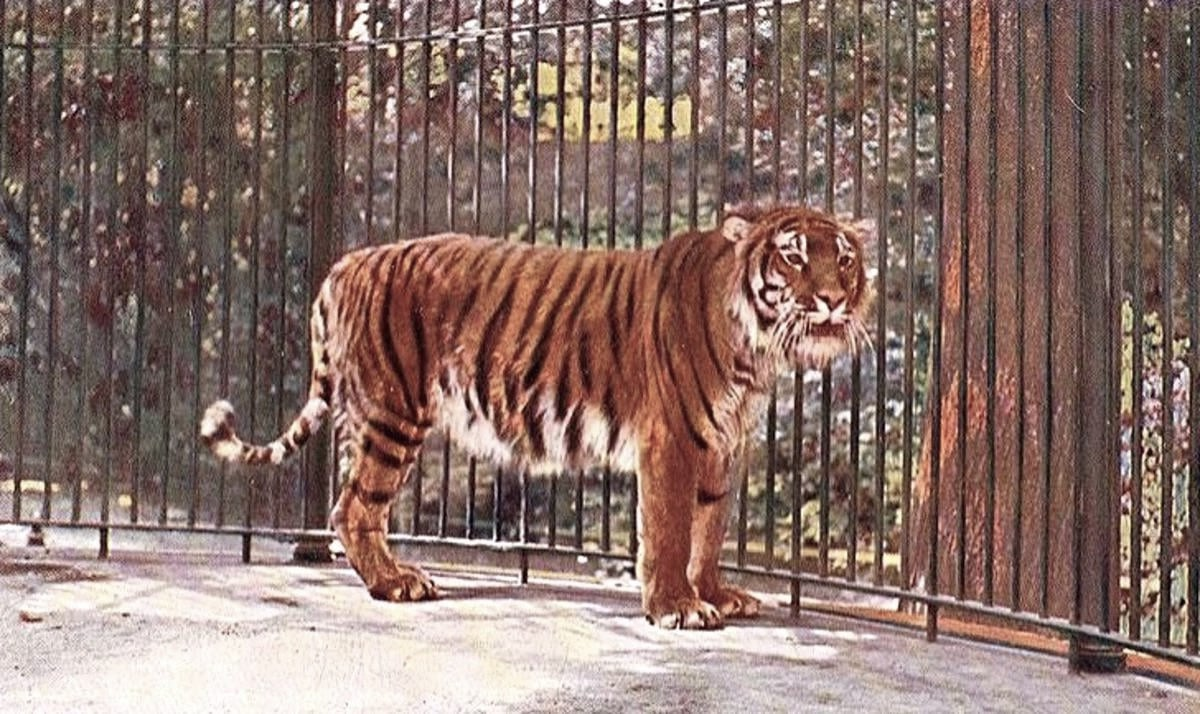
Цветное фото пойманного тигра в Берлинском зоопарке, 1899 год

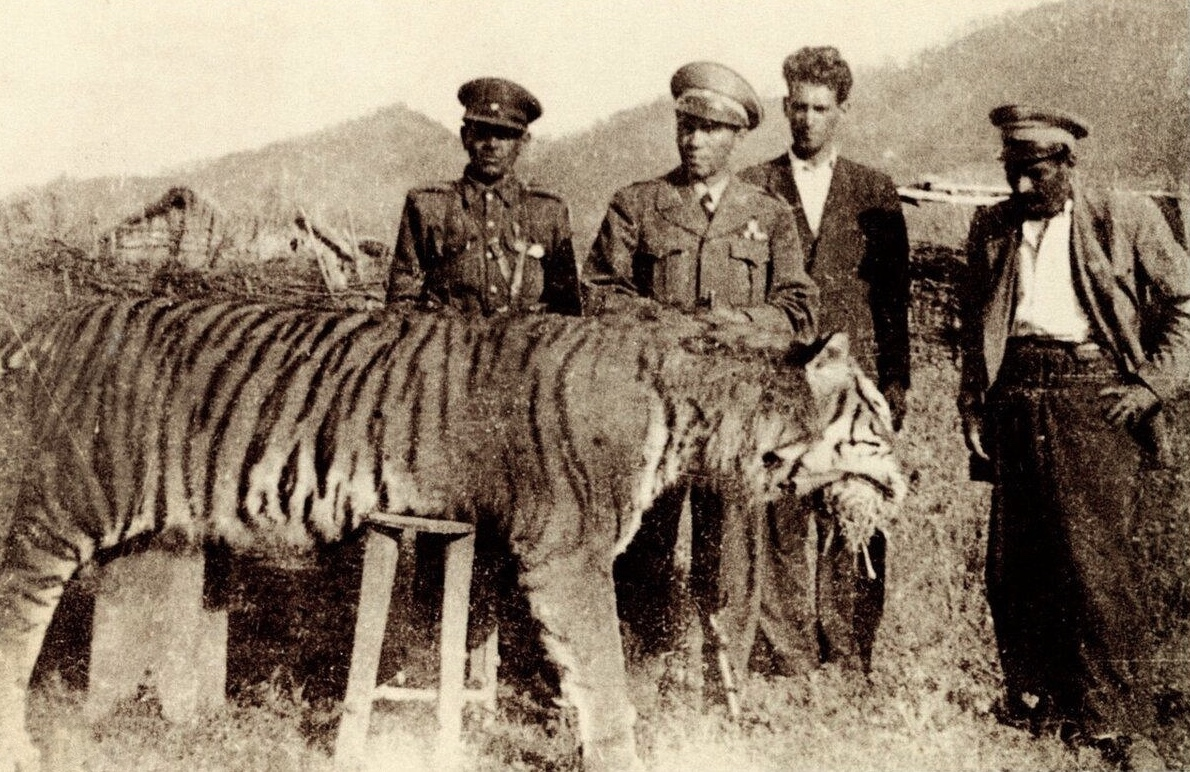
Убийство тигра на севере Ирана, начало 1940-х годов

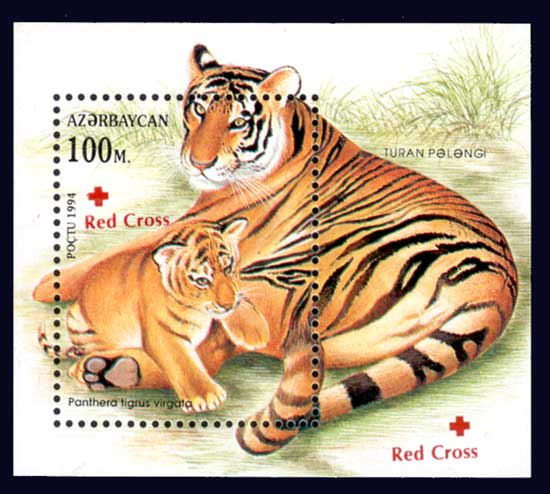
Закавказский тигр на почтовой марке Азербайджана

## Внешние отличия
Подвид отличался ярко-рыжим окрасом шерсти, а также длиной полос — они были более длинными и имели коричневатый оттенок. Зимой мех у этого подвида становился более густым и пушистым, особенно на животе, появлялись зимой и пышные бакенбарды. Закавказский тигр был довольно крупных размеров, немного уступая амурскому подвиду, но несколько превосходя бенгальский подвид (современные исследования). Достоверно максимальная масса закавказского тигра составляла 240 кг, но из-за особой скрытности данного подвида, можно предполагать, что возможно были и более крупные экземпляры. Местами обитания этого хищника являлись тростниковые (камышовые) заросли по берегам рек, которые в Средней Азии называются тугаи. Пищей для данного подвида тигров служили в основном джейраны, сайгаки, куланы, косули и кабаны. Имеются сведения, что за мигрирующими кабанами закавказский тигр доходил до Восточного Казахстана и Алтая. На севере верхней границей их постоянного ареала являлось озеро Балхаш в Казахстане. В прошлом, вероятно, также встречался в Предкавказье, но давно там истреблён.
Этот подвид был распространён также во влажных субтропических лесах Северного Ирана и в долинах рек в Афганистане. Свои лежбища, как правило, закавказские тигры устраивали в непролазных местах, однако обязательно недалеко от источников воды.
В Средней Азии тигра называли «джульбарс», «джолбарс», «йулбарс». На тюркских наречиях «джол», «джул», «йул» означает «путь», (или полосатый барс от слова «йул-йул» полосатый) таким образом это слово можно перевести как «бродячий барс» или (полосатый барс). Этимология слова связана с поведенческими особенностями хищника — он был способен совершать путешествия за сотни и тысячи километров от места своего первоначального пребывания, а за сутки этот тигр мог пройти до ста километров.

## Филогенетическое отношение к амурскому тигру
В начале XXI века исследователи из Оксфордского университета, Национального института рака (США) и Еврейского университета в Иерусалиме собирали образцы тканей из останков 23 туранских тигров, которые хранятся в музеях по всей Евразии. Учеными были секвенирован по крайней мере, один сегмент пяти митохондриальных генов (ND5, ND6, CytB, ND2, и COI (1257 bp)) — наблюдается низкая изменчивость митохондриальной ДНК у туранского тигра по сравнению с другими подвидами. При оценке филогенетических отношений подвида наблюдается замечательное сходство между туранским и амурским подвидами тигра, указывающее, что популяция амурского тигра является генетически близкой туранским тиграм, и на исторически недавнее общее происхождение двух этих таксонов. Данные филогеографического анализа показывают, что общий предок туранского и амурского тигров колонизировал Центральную Азию через регион Шёлкового пути (провинция Ганьсу) из восточного Китая менее чем 10 тысяч лет назад, а впоследствии, распространившись на восток, образовал популяцию амурского тигра на Дальнем Востоке России. Действия человека могут быть решающим фактором в изоляции ареалов популяций туранских и амурских тигров друг от друга, которые, вероятно, исторически имели непрерывный ареал.
Авторы исследования также указывают, что оба подвида, по-видимому, должны быть сведены в один. В то же время они подчеркивают, что существуют разногласия относительно возможности диагностирования подвидов на основе мтДНК. Данные ядерной ДНК могли бы помочь в решении этого вопроса. Окончательное сведение подвидов в один возможно, если будут обнаружены маркеры ядерных микросателлитных различий и сходств обеих видов, которые отличаются у разных подвидов тигра, хотя ядерные маркеры труднее восстановить с древней ДНК. Кроме того, если будут найдены исторические образцы амурских тигров, несущие гаплотипы каспийских тигров, то это также укажет на отсутствие различий между двумя подвидами. Однако, поскольку туранский тигр был истреблен и несколько неповрежденных образцов сейчас находятся в музейных коллекциях, пересматривать первоначальные морфологические оценки отличий обоих подвидов трудно.

## Взаимоотношения тигра и человека

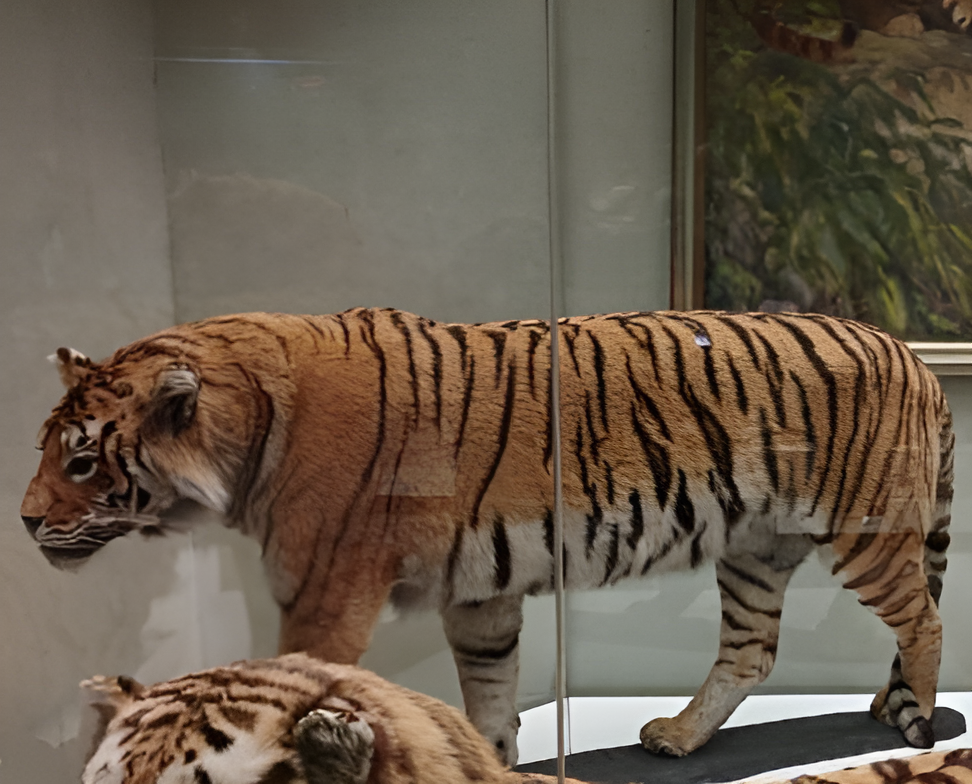
Чучело туранского тигра в Зоологическом музее Дарвина в Москве

В Средней Азии местные жители, как правило, считали, что тигры не представляют угрозы для жизни людей, или, по крайней мере, они мирились с их существованием рядом со своими жилищами. Туранский тигр избегал встреч с людьми, был очень скрытен и осторожен. По свидетельствам охотников, можно было прожить много лет в районах обитания тигров и ни разу их не увидеть. Наибольшее влияние на снижение численности популяции тигров в Средней Азии оказало освоение российскими переселенцами этого края, так как российская администрация края прилагала значительные усилия для уничтожения этих хищников. Известен случай, когда 27 февраля 1883 года начальник штаба войск Туркестанского военного округа по просьбе местных жителей приказал устроить облаву на тигров, появившихся между Ташкентом и Чиназом, и истребить опасных хищников. Для этой цели были использованы регулярные воинские части (12-й туркестанский батальон).
Но в большей степени это было косвенное влияние, так как именно массовое окультуривание пойменных земель в долинах среднеазиатских рек под сельхозугодья лишило тигров их основной кормовой базы — диких животных (кабанов и косуль), обитающих в тугаях.
В тридцатые годы XX века тигры (10-15 особей) ещё водились в тугаях в долине Вахша в заповеднике «Тигровая балка» в Таджикистане в районе границы с Афганистаном. Последние документально подтверждённые случаи появления тигров на территории советской Средней Азии были зафиксированы в конце сороковых — начале 1950-х годов. Последний появившийся на советской территории Средней Азии — на границе с Ираном, в Копетдаге (Туркменистан) — тигр (10 января 1954 года) пришёл сюда из северных районов Ирана. Последние следы тигра были отмечены 8 июля 1954 года в заповеднике «Тигровая балка».
В Грузии последний тигр был убит в 1922 году возле Тбилиси, его чучело хранится в Историческом музее Грузии. На территории Азербайджана, в Талышских горах и в районе Ленкорани тигры появлялись до 1960-х годов, заходя с территории Ирана. С 1950 по 1966 год здесь было убито около 10 зверей. Последнего туранского тигра застрелили на юго-востоке Турции в 1970 году.

### Легенды и мифы

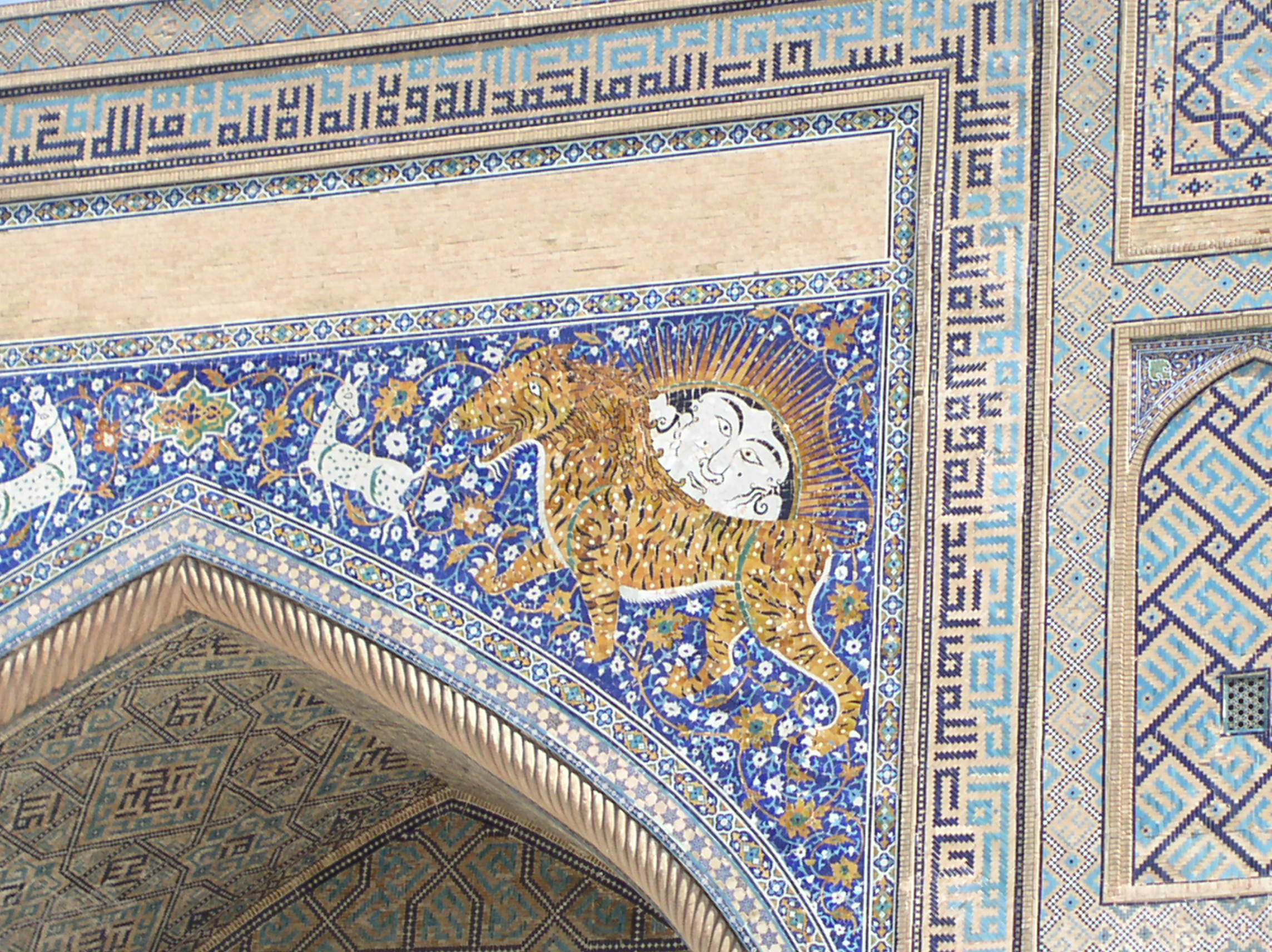
Изображение тигра на фронтоне медресе Шер-Дор на площади Регистан в Самарканде

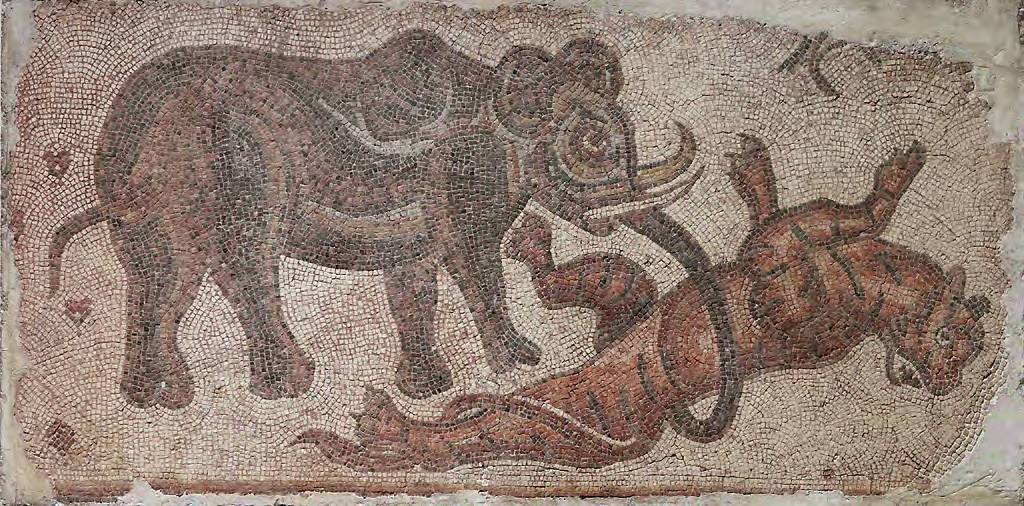
Мозаика с изображением слона, атакующего тигра, из римской Сирии

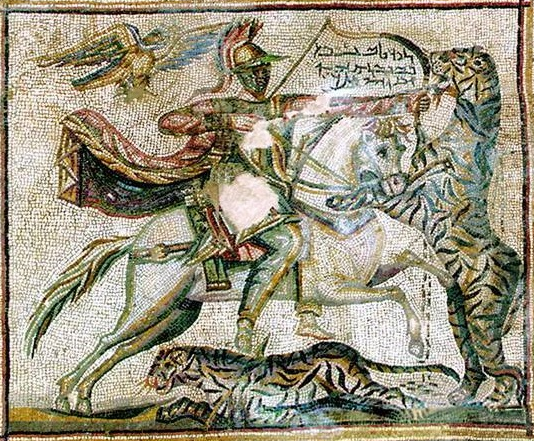
Мозаика из Пальмиры под названием «Тигриная мозаика»

С тигром связано немало легенд и преданий, циркулирующих среди народов, населявших этот край, так как его способность маскироваться, неожиданно исчезать и появляться создала ему славу сверхсущества, оборотня. Одна из таких легенд связана с именем Александра Македонского или как его называют на Востоке — Искандером Зулькарнайном («двурогий» — по имевшимся на шлеме двум рогам барана = символа бога Амона, сыном которого Александра назвали жрецы Египта). Якобы он после завоевания Средней Азии и постройки на берегу Сырдарьи города — Александрии Эсхата (Худжанд) углубился в малонаселенные земли на севере за Сырдарьёй и в окрестностях современного Ташкента охотился на тигров с помощью дротиков.
Жители Средней Азии считали, что свирепые тигры не нападают на людей вблизи могил мусульманских святых, что считалось еще одним подтверждением их святости. Более того, были распространены верования, будто тигры совершают паломничества к некоторым из гробниц и, подобно паломникам-людям, трижды обходят гробницу и прикладываются мордой к порогу постройки.

## Программа реинтродукции тигра в Казахстане
В Казахстане тигр вымер к 1948 году. Последняя встреча человека c туранским тигром была зарегистрирована в заповеднике Тигровая балка (Таджикистан) в 1958 году. По данным журнала «Охота и рыбалка», последний тигр в дельте Амударьи был убит в 1947 году в районе Караул-Кума на протоке Казахдарьи в Каракалпакии (Узбекистан) охотником С. Мякишевым. Согласно исследованиям писателя Николая Красильникова, опирающимся на свидетельства биологов, пограничников и местных жителей, туранского тигра последний раз видели в дельте Амударьи и в приграничной зоне Термеза в 1948 году.
В 2017 году в Казахстане была запущена программа реинтродукции тигра в дельте Или и других рек, впадающих в озеро Балхаш. Для этого в 2018 году был создан государственный природный резерват «Иле-Балхаш» в Балхашском районе Алматинской области. Резервату выделены земли общей площадью 415 164,2 гектаров, но ученые называют цифру в один миллион гектаров, как идеальный вариант для полноценного восстановления вида в дикой природе.
В качестве первоочередных мероприятий было запланировано создание кормовой базы для тигров в ближайшие 5—7 лет, для чего необходимо завозить на территорию будущей реинтродукции около 50—60 бухарских оленей ежегодно.
В 2024 году начались практические шаги по реинтродукции тигра на Балхаше, на территорию резервата «Иле-Балхаш» завезли двух тигров из Нидерландов. При этом первые тигры не будут выпущены в дикую природу, первая пара будет жить в вольере, руководители резервата и представители Фонда Дикой природы надеются получить от пары потомство, которое в свою очередь пройдёт адаптацию к местному климату, своеобразную программу «обучения», по результатам которой может быть принято решение о том, что они подготовлены к последующему выпуску в дикую природу и смогут жить самостоятельно.